# Рамирес де Картахена, Кристобаль
Кристобаль Рамирес де Картахена (исп. Cristóbal Ramírez de Cartagena; 15??, Испания — 1594, Лима, Перу) — испанский колониальный чиновник.
О дате и месте рождения Кристобаля Рамирес де Картахены доподлинно ничего не известно.
В 1560 году Рамирес де Картахена был назначен на пост президента королевской аудиенции в Лиме при вице-короле Диего Лопесе де Суньига, вторая по старшинству должность в колонии. В 1567 году он был направлен в королевскую аудиенцию Кито, а через год вернулся в Лиму в качестве налогового инспектора. Вскоре он был назначен судьёй в аудиенции Лимы. Известно, что он подавал протест королю Испании по поводу закрытия вице-королём Франсиско де Толедо иезуитского колледжа в 1579 году.
После смерти вице-короля Мартина Энрикеса де Альманса, 15 марта 1583 года, на правах президента королевской аудиенции возглавил Перу на временной основе до назначения нового вице-короля. В должности он оставался до прибытия Фернандо Торреса де Португаля 11 ноября 1585 года.